# محمد بن إسحاق الفاكهي
أبو عبد الله محمد بن إسحاق بن العباس الفاكهي الكناني ( 217 هـ - 275 هـ / 832 م - 888 م) مؤرخ عربي مسلم من أهل مكة من مؤرخي وأعلام القرن الثالث الهجري له كتاب أخبار مكة.

## نسبه
- هو: محمد بن إسحاق بن العباس من بني الفاكه بن عمرو بن الحارث بن مالك بن كنانة بن خزيمة بن مدركة بن إلياس بن مضر بن نزار بن معد بن عدنان، من قبيلة كنانة.[3]

## ولادته
ولد في مكة المكرمة ونشأ فيها قدر محقق كتابه عبد الملك بن عبد الله بن دهيش تاريخ ولادته بحوالي سنة 217 هـ

## مؤلفاته
- أخبار مكة في قديم الدهر وحديثه.[2]

## رحلاته
رحل إلى بغداد والكوفة في العراق وكذلك إلى صنعاء وحرض في اليمن.

## شيوخه
- كان لرحلاته وطلبه للعلم دورا في كثرة شيوخه وتعددهم ومن أبرزهم:[6]
- سعيد بن منصور
- إسماعيل بن عبد الله بن زرارة الرقي
- جنيد بن الحكم بن جنيد الأزدي
- أحمد بن جميل الأنصاري المرزوي
- يعقوب بن حميد
- محمد بن يونس الكديمي
- سعيد بن عبد الرحمن بن حسان المخزومي القرشي
- حسين بن حسن بن حرب السلمي
- عبد الله بن أحمد بن زكريا بن الحارث أبو يحيى بن أبي مسرة المكي
- سلمة بن شبيب النيسابوري
- عبد الله بن عمران بن رزين المخزومي القرشي المكي
- الزبير بن بكار الأسدي القرشي
- عبد الجبار بن العلاء العطار أبو بكر البصري
- محمد بن علي بن زيد الصائغ المكي
- علي بن يونس البغوي
- الحسن بن أحمد بن إبراهيم الأزدي
- بكر بن خلف البصري أبو بشر المقرئ
- محمد بن يحيى بن أبي عمر العدني

وغيرهم كثير حيث روى عن أكثر من 200 من شيوخه الذين سمع عنهم.

## تلامذته
- محمد بن صالح سهل العماني
- ابنه أبو محمد الفاكهي المكي واسمه عبد الله بن محمد بن إسحق
- الإمام الحافظ محمد بن عمرو بن موسى أبو جعفر العقيلي المكي
- أبو الحسن الأنصاري

## ثناء العلماء عليه
قال عنه المؤرخ المكي تقي الدين الفاسي:
| محمد بن إسحاق الفاكهي | للإمام الأزرقي، والفاكهي فضل السبق والتحصيل والتحرير... وفي كتاب الفاكهي أمور كثيرة مفيدة جدا ليست من معنى تأليف الأزرقي ولا من المعنى الذي ألفناه | محمد بن إسحاق الفاكهي |

## وفاته
حصر محقق كتابه عبد الملك بن عبد الله بن دهيش تاريخ وفاته بين سنة 272 هـ - 279 هـ.